# Zloraba otroka
Zloraba otroka ali maltretiranje otroka je fizično, spolno ali psihološko neprimerno ravnanje ali zanemarjanje otroka ali otrok, zlasti s strani staršev ali drugih skrbnikov. Nanaša se lahko na ravnanje ali nesposobnost ravnanja staršev ali drugih skrbnikov, ki otroku povzroči dejansko ali potencialno škodo. Pojavi se lahko na otrokovem domu ali v organizacijah, šolah ali skupnostih, v katerih je otrok vključen.